# Уайтфут, Джефф
Дже́ффри (Джефф) Уа́йтфут (англ. Jeffrey "Jeff" Whitefoot; 31 декабря 1933, Чидл, Чешир — 2 июля 2024) — английский футболист, выступавший на позиции крайнего хавбека в Футбольной лиге в 1950-е и 1960-е годы.

## Биография
Родился в Чидле, Чешир, в 1933 году. Начал карьеру в молодёжной команде «Манчестер Юнайтед» в 1949 году. Дебютировал в основном составе «красных» в матче Первого дивизиона против «Портсмута» 15 апреля 1950 года, став самым юным игроком «Юнайтед» в игре высшей лиги чемпионата Англии (на тот момент ему было 16 лет и 105 дней). Провёл в составе «Манчестер Юнайтед» 8 сезонов, сыграв под руководством Мэтта Басби 95 матчей. В сезонах 1951/52 и 1955/56 помог своей команде выиграть чемпионский титул Первого дивизиона.
В 1957 году перешёл в «Гримсби Таун», где провёл лишь один сезон. В 1958 году стал игроком «Ноттингем Форест», за которые выступал последующие 9 сезонов. В 1959 году помог своей команде выиграть Кубок Англии. После смерти Билли Грея 11 апреля 2011 года Уайтфут остался последним живущим игроком из победного состава «Ноттингем Форест» 1959 года.
Умер 2 июля 2024 года в возрасте 90 лет. Его называли «последним из малышей Басби».

## Достижения
«Манчестер Юнайтед»
- Чемпион Первого дивизиона (2): 1951/52, 1955/56

«Ноттингем Форест»
- Обладатель Кубка Англии: 1959